# The Legend of Jimmy Blue Eyes
The Legend of Jimmy Blue Eyes (Alternativ The Legend of Jimmie Blue Eyes) ist ein US-amerikanischer Kurzfilm von Robert Clouse aus dem Jahr 1964. Clouse produzierte den Film und schrieb auch das Drehbuch, das auf eine Originalgeschichte von Edmund Brophy zurückgeht. Bei der  Oscarverleihung 1965 war Clouse mit seinem Werk unter den Nominierten für einen Oscar.

## Inhalt
Innerhalb eines fiktiven Rahmens wird die Geschichte des amerikanischen Jazz im Zeitraum 1915 bis 1935 dargestellt, wobei sowohl real nachgestellte Szenen wie auch Grafiken verwendet werden.
In den Realszenen wird ein Jazzmusiker gezeigt, der seit zwanzig Jahren wegen Mordes im Gefängnis sitzt. Seiner Freiheit beraubt, versucht er mittels seiner Trompete, die ihm Halt und Zuspruch bedeutet, den perfekten Klang zu finden.

## Produktion, Veröffentlichung
Produziert wurde der Film von Taurus Film und der Topaz Film Corporation. 
Der 1964 erstmals veröffentlichte Film wurde 1965 bei den Internationalen Filmfestspielen von Cannes vorgestellt.

## Musik (Auswahl)
- Bill Bailey, Won’t You Please Come Home? von Hughie Cannon;
- When the Saints Go Marching In, traditioneller Song
- Teddy Buckner and the All Stars mit Piano Sequenzes von Lincoln Mayorga[2]

## Auszeichnungen
Oscarverleihung 1965
- Robert Clouse war mit dem Film in der Kategorie „Bester Kurzfilm“ für einen Oscar nominiert, der jedoch an Edward Schreiber und den Film Casals Conducts: 1964 ging, der den weltberühmten Cellisten Pablo Casals zum Thema hat.

Internationale Filmfestspiele von Cannes 1965
- Robert Clouse, nominiert für die Goldene Palme in der Kategorie „Bester Kurzfilm“